# Shlomo Goren
Shlomo Goren (em hebraico: שלמה גורן; Zambrow, 3 de fevereiro de 1917 – Telavive, 29 de outubro de 1994), foi um rabino ortodoxo e líder sionista em Israel, especialista no Talmude e uma das principais autoridades no estudo da Halachá, a lei judaica. Ele fundou e serviu como primeiro líder do rabinato militar das Forças de Defesa de Israel e posteriormente como o terceiro rabino-chefe dos asquenazes em Israel, de 1973 a 1983, estabelecendo em seguida um yeshiva em Jerusalém, por ele liderado até a morte.

## Infância
O sobrenome original de Goren era Gorenchik. Ele nasceu em Zambrów, na Polônia, e imigrou com sua família para o então Mandato Britânico da Palestina em 1925. Goren cresceu em Kfar Hasidim, uma vila de judeus observantes próxima a Haifa, cofundada por seu pai. Ele começou a estudar no yeshiva de Hebrom em Jerusalém aos 12 anos, quando foi identificado como prodígio. Seu primeiro livro foi publicado quando Goren contava 17 anos.

## Carreira Militar

Goren à esquerda, em continência, no túmulo de Uri Ilan, em 1955.

A carreira de Goren foi caracterizada pelo comprometimento com os valores sionistas de sua juventude. Ele voluntariou-se para o Haganah em 1936, e serviu como capelão para a região de Jerusalém durante a guerra árabe-israelense de 1948, quando foi avaliado e aprovado como paraquedista. Goren foi capelão da brigada Carmeli durante a guerra. Imediatamente após a guerra de independência, ele se dedicou, frequentemente com grande risco, a reunir os corpos dos caídos nas batalhas e a dar-lhes o enterro apropriado conforme as regras judaicas. Ele se opôs fortemente à ideia de unidades religiosas e seculares separadas e trabalhou pela integração de todos os soldados em unidades comuns. Goren chegou a ser promovido a general-de-brigada.
Em seguida ao estabelecimento do país, Goren foi indicado Rabino Chefe de Israel, função do rabinato militar das Forças de Defesa de Israel com a patente de major-general, posição na qual ele se manteve até 1968. O rabino Goren se valeu da oportunidade para estabelecer o trabalho de capelania militar, criando os procedimentos para a criação de espaços para os serviços religiosos e a produção de consumo de alimentos kosher.
Shlomo Goren também serviu durante a Crise de Suez em 1956 e na Guerra dos Seis Dias em 1967, onde foi promovido a general-de-exército. Goren estava no momento da captura de Jerusalém Oriental em 7 de junho de 1967, onde fez um serviço de Ação de Graças ao vivo para todo o país. Logo em seguida Goren, soprando um shofar e carregando um Sefer Torá fez a primeira oração no Muro das Lamentações desde 1948. O evento foi um dos momentos definidores da guerra e várias fotografias de Goren, envolto pelos soldados em oração, tornou-se famosa pelo mundo e especialmente em Israel. A fotografia mais famosa mostra Goren soprando o Shofar diante do fundo do Muro das Lamentações.

## Controvérsia
Goren atraiu muitos admiradores por sua paixão e dedicação ao sionismo religioso e pela sua combinação da atividade sionista com o comprometimento com a religião judaica e os estudos. No entanto, sua personalidade também fez com que ele se tornasse uma figura polarizante e controversa na política de Israel.
O rabino Shlomo Goren passou a maior parte de seu mandato como Rabino Chefe de Israel tentando conciliar os ensinamentos religiosos judeus com os problemas modernos do Estado judeu e da realidade contemporânea, inclusos nesta última os avanços tecnológicos. Goren frequentemente conflitava com os colegas mais conservadores no rabinato.

### Ativismo
Goren também ficou conhecido por sua postura controversa no que dizia respeito à soberania judaica sobre o Monte do Templo. Em 15 de agosto de 1967, logo após a Guerra dos Seis Dias, ele liderou um grupo de 50 judeus em direção ao Monte do Templo, onde lutando contra guardas muçulmanos e a polícia israelense, desafiadoramente, ali realizou um serviço religioso. Por muitos anos o rabino continuou a orar numa construção próxima, com vista para o Monte, conduzindo anualmente os serviços religiosos. Ele também foi duramente criticado pelo Ministério da Defesa de Israel, que, considerando a alta patente do capelão Goren, julgou seu comportamento inadequado. O episódio fez com que os Rabinos Chefes da época restabelecessem as leis nas quais nenhum judeu pode ter aceita a entrada no Monte do Templo por questões de impureza ritual. As autoridades seculares receberam bem esta regra, porque preservava o status quo com o Waqf, a autoridade islâmica. Em desacordo com seus colegas, Goren manteve seu posicionamento, de que os judeus não tinham apenas a permissão - mas sim a obrigação - de ascender e orar no Monte.
A razão real do radicalismo de Goren permanece controversa. Uma história sobre Goren, frequentemente repetida, é a de que logo em seguida à captura israelense do Monte do Templo, o rabino teria declarado que Israel deveria destruir a Mesquita de Al-Aqsa e o Domo da Rocha ou simplesmente disse que seria uma "coisa boa" se ambos tivessem sido destruídos. A acusação feita pelo general Uzi Narkiss, uma testemunha, em uma entrevista feita para o jornal Haaretz  na qual o rabino Goren, tendo clamado pela destruição das mesquitas, foi usada para declarar que existe um extremismo judeu comparável ao extremismo islâmico. O assistente pessoal de Goren, o rabino Menachem Ha-Cohen, que acompanhou Shlomo Goren durante todo aquele dia, negou que ele tivesse dito isso. O próprio Goren negou pessoalmente esta acusação várias vezes. No entanto, mais tarde naquele ano Goren fez um discurso numa convenção de militares, gravado e mais tarde transmitido na rádio do Exército israelense no qual ele disse o seguinte sobre o Domo da Rocha e a mesquita de Al-Aqsa: "Certamente devíamos tê-las explodido. É uma tragédia que não o tenhamos feito." 
Outra história, possivelmente apócrifa, diz que o rabino entrou acidentalmente em Hebrom e na Caverna dos Patriarcas em 8 de junho de 1967, antes que o Exército tomasse a cidade e foi saudado com bandeiras brancas. A cidade foi tomada pelas forças comandadas pelo coronel Amitai, o comandante da região de Jerusalém, no início da noite de 7 de junho, encontrando apenas pequenos focos espalhados de resistência.
O rabino também defendeu repetidamente e apoiou a ideia da construção de um Terceiro Templo no Monte do Templo a partir da década de 1960, tendo sido associado a vários projetos messiânicos envolvendo o local. No verão de 1983, Goren e vários outros rabinos juntaram-se ao rabino Yehuda Getz, que trabalhava para o Ministério de Assuntos Religiosos no Muro das Lamentações em um passeio por uma câmara subterrânea no monte, ilegalmente escavada por Getz, e onde este e Goren declararam ter visto a Arca da Aliança. O túnel foi rapidamente descoberto e isto provocou uma grande rixa entre jovens judeus e árabes na região. O túnel foi apressadamente selado com com concreto pela polícia israelense. A entrada selada pode ser vista do túnel no Muro das Lamentações, aberto ao público em 1996.
Shlomo Goren também fez manchetes após o fim de seu mandato como Rabino Chefe de Israel. Ele opôs-se fortemente aos Acordos de Oslo e declarou em 1993 que era proibido pela lei judaica o desmonte de qualquer assentamento na Terra Bíblica de Israel e encorajou a recusa de quaisquer soldados ordenados a isso. Em 1994 ele anunciou que a Halachá fazia disso um dever para os judeus matarem Yasser Arafat. Goren, que era um grande apoiador de alianças entre Israel e os cristãos evangélicos, também condenou as reuniões entre Israel e a Santa Sé, denominando-as como "blasfêmia além de qualquer expressão."
Goren também falou contra o terrorismo judeu. Em 1981, ele e o rabino Ovadia Yosef condenaram oficialmente um tiroteio realizado no Monte do Templo por um imigrante americano que resultou na morte de um muçulmano e em vários feridos. Em declaração conjunta realizada pelos Rabinos Chefes, eles declararam que "Nós e todo o povo judeu atacamos e deploramos o ato criminoso do homicídio de todas as formas possíveis. Com esse abominável ato [Alan] Goodman removeu-se ele próprio do povo judeu...".

## Prêmio
- Em 1961, Goren recebeu o Israel Prize de literatura rabínica.[15]

## Frases
- | “ | A vida humana é indubitavelmente um valor supremo no Judaísmo, expressa tanto na Halachá e na ética dos profetas. Isto não se refere somente aos judeus, mas a todos os homens criados à imagem de Deus. | ” |
- | “ | Está claro que, de acordo com a Halachá [lei religiosa judaica], um soldado que receba uma ordem contrária à lei da Torá deve continuar a obedecer à Halachá e não à ordem secular. E desde que se assentar na terra seja um mandamento e retirar os assentamentos é quebrar o mandamento, o soldado não deve obedecer à ordem de retirar os assentamentos. Este governo não se apoia numa maioria de apoio judeu, mas sim nos votos dos árabes. De acordo com a Halachá, ele não tem a autoridade de uma maioria, e assim as diretivas do governo para remover os assentamentos não têm a autoridade da maioria do povo. | ” |